# Юнгерсен, Хектор
Хектор Фредерик Эструп Юнгерсен (дат. Hector Frederik Estrup Jungersen; 1854—1917) — датский зоолог.

## Биография
Изучал естественные науки с 1871 года в Копенгагене, в 1877 году магистр, в 1889 году — доктор философии. В 1874—1886 гг. состоял ассистентом при кафедре зоологии в Копенгагене, где с 1883 по 1886 год читал лекции по зоологии для медиков.
С 1886 года назначен доцентом зоологии при политехническом училище, а в 1899 году занял кафедру зоологии и назначен директором зоологического музея при университете.
В 1895—96 гг. Юнгерсен участвовал в датской экспедиции для исследования глубоководной фауны и флоры северных морей, причём исследовал жизнь животных арктических и субарктических морей на берегах Гренландии и Исландии. Богатый материал, собранный во время этой экспедиции, с 1898 года обработан в особом труде под заглавием «The Danish Jugolf Expedition». Юнгерсен выяснил обособление двух различных глубоководных фаун Северного океана, из которых одна, чисто арктическая, свойственна полярной грунтовой воде, температура которой не подымается выше 0°, а другая — атлантическая фауна — воде, температура которой постоянно превышает 0°; пределы температуры воды обуславливаются подводными барьерами, находящимися между Гренландией, Исландией, Фарерскими и Шотландскими островами.
Научные труды Юнгерсена касаются преимущественно анатомии и развития коралловых полипов и анатомии рыб и земноводных животных.

## Труды
- «Ueber Bau und Entwicklung der Kolonie von Pennatula phosphorea» («Zeitschr. f. wiss. Zool.», 1888);
- «Beitrag zur Kenntnis der Entwicklungsgeschichte der Geschlechtsorgane bei den Knochenfischen» (перевод в «Arb. a. d. zool. Inst. Würzburg», 1889);
- «On the structures of the hand in Pipa and Xenopus» («Ann. Mag. Nat. Hist.», 1891);
- «Entwicklung des Müller'schen Gangs bei den Amphibien» (перевод в «Zoolog. Anz.», 1892);
- «Ueber die Bauchflossenanhänge der männlichen Selachier» («Anat. Anz.», 1898);
- «On the Appendices genitales in the Greenland Shark and others Selachians» («The Danish Jugolf Exped.», т. II, 1899).